# Голошейная зонтичная птица
Голошейная зонтичная птица (лат. Cephalopterus glabricollis) — вид птиц из семейства котинговых.
Вид распространён в горных лесах Таламанкан Коста-Рики и Панамы. Наблюдаются кочёвки птиц с высокогорья в низменности и наоборот. Естественной средой обитания вида являются субтропические или тропические влажные низинные леса и субтропические или тропические влажные горные леса. Угрозой для вида является потеря среды обитания. Рацион питания состоит в основном из фруктов.
Самцы длиной 41 см и массой 450 г. Самки меньше, длина их тела 36 см, а масса 320 г. Оперение самцов чёрное с синим отливом. Голова большая, на макушке гребень из перьев. Грудь ярко-оранжево-красного цвета Клюв широкий и толстый. Крылья длинные и широкие, хвост короткий. Оперение самок менее яркое.
Сезон размножения продолжается с марта по июнь. В этот период птицы репродуктивного возраста мигрируют с низменности в высокогорья. Самцы выступают перед самками в группах по четыре особи, располагаясь на деревьях на высоте около 10 м от земли. Во время выступления самец медленно кивает и в то же время раздувает до максимума шею и грудь, которая действует как усилитель для глубоких и гортанных звуков, напоминающих рёв. Так он повторяет дважды, после чего раздаётся каркающий звук. Самцы проводят выступления весь день, за исключением времени, потраченного на поиски пищи, а самки наблюдают за несколькими выступлениями в разных стилях, прежде чем выбрать самца для спаривания. После спаривания два партнёра расходятся: пока самец продолжает пытаться привлечь как можно больше самок, самка заботится о том, чтобы построить гнездо в одиночестве. Затем она откладывает два яйца, которые насиживает до появления птенцов, а потом заботится о птенцах до момента, пока те не станут самостоятельными.